# Акімотоїт
Акімотоїт (англ. akimotoite) — рідкісний мінерал класу силікатів, група ільменіту, кремнієвий аналог гейкеліту (MgTiO3). 

## Загальний опис
Формула: (Mg, Fe2+)SiO3. Містить (%): Mg — 16,84; Fe — 12,89; Si — 25,94; О — 44,33. Кристалічна структура аналогічна структурі ільменіту (FeTiO3). Сингонія тригональна. Густина 2,64. Колір безбарвний. Риса біла. Прозорий. Блиск скляний. Основна знахідка: хондритові метеорити Tenham (Квінсленд, Австралія).
Мінерал названий в честь Сюнь-іті Акімото (Syun-iti Akimoto) — фізика Токійського університету.